# آنتواین آرنو
آنتواین آرنو (انگلیسی: Antoine Arnault؛ زادهٔ ۴ ژوئن ۱۹۷۷) کارآفرین و سرمایه‌دار اهل فرانسه است، که بعنوان مدیرعامل شرکت برلوتی و رئیس هیئت مدیره شرکت لورو پیانا فعالیت می‌کند. وی فرزند برنار آرنو؛ ثروتمندترین فرد فرانسه و مالک گروه ال و ام هاش می‌باشد.